# Compagnie belge de colonisation

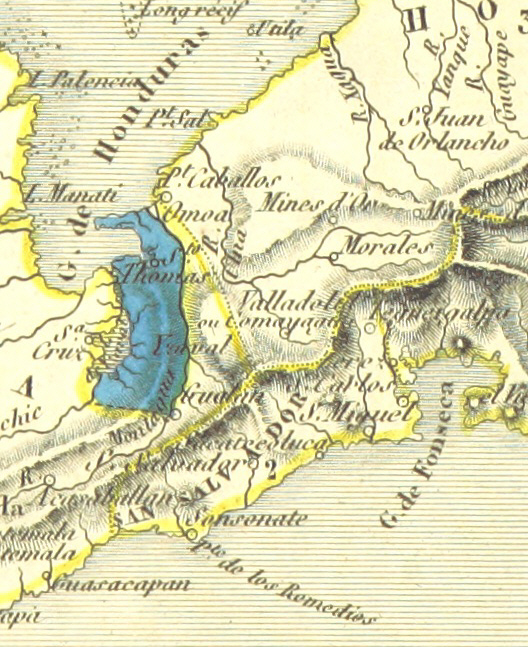
Carte de la colonie belge au Guatemala (le nord semble être à gauche).

La Compagnie belge de colonisation est une société anonyme fondée en 1841 en vue de doter la Belgique d'une première colonie (bien qu'elle s'en défende). Inexpérimentée, cette tentative se soldera par un échec et le rapatriement des colons à peine dix ans après leur implantation.

## Histoire
Le 30 janvier 1841, un groupe d'investisseurs, sous le patronage du roi Léopold Ier de Belgique, récupère les chartes de concessions de la Compagnie Commerciale et Agricole des côtes Orientales de l'Amérique centrale (qui opérait pour la couronne britannique), accordée par le régime de la République fédérale d'Amérique centrale dont la république du Guatemala s'est libérée sous la conduite de Rafael Carrera,.
Le 18 septembre 1841, la compagnie est constituée avec pour objet de « créer des établissements agricoles, industriels et de commerce dans les différents États de l'Amérique centrale et d'autres lieux » et « d'établir des relations de commerce entre ces pays et la Belgique ». Dans les faits, la compagnie dispose d'une concession de 404 666 hectares de terres du district de Santo Tomás de Castilla (département de Vera-Paz), accordée par le jeune et autoritaire régime de Rafael Carrera. Cette création est sanctionnée par arrêté royal le 7 octobre de la même année et l'État Belge lui accorde un important subside.
Conformément aux statuts, une commission d'exploration est envoyée le 9 novembre 1841 afin de préparer le terrain (et finaliser le transfert). Après deux mois de voyage, la goélette arrive au Guatemala, chargée également d'armes et d'or. Les statuts prévoient également que « après chaque vente de 1 000 lots de terre, une expédition partira de la Belgique pour l'Amérique centrale. » En mars 1843, un nouveau convoi quitte la Belgique avec quelques notables et une centaine de colons, ex prisonniers et gens de petite condition, recrutés à grand renfort de publicités angélistes et inconscients de ce qui les attend. L'ingénieur Pierre Simons, pionnier déchu des chemins de fer de l'État belge et directeur de la première communauté de colons est du voyage. Souffrant, il mourra après quelques jours de mer.
Malgré de nombreux décès dans le premier contingent, un ravitaillement insuffisant depuis la Belgique, et finalement la faillite en 1845 de la Compagnie Belge de Colonisation, d'autres groupes quittent encore la Belgique entre 1844 et 1847, poussés notamment par une situation sanitaire et économique difficile dans les campagnes belges (notamment typhus, choléra ou mildiou).
En 1847, il est clair que l'aventure n'est pas un succès. La colonie vivote sans avoir vraiment expédié de biens vers la métropole. Un premier groupe de colons est rapatrié en Belgique.
En 1855, le Guatemala retire à la Compagnie les droits que celle-ci avait acquis. La Belgique est contrainte d'arrêter définitivement l'expérience. Un dernier rapatriement est organisé pour les colons qui le souhaitent. Certains propriétaires décident de rester sur place et de se développer seuls (souvent au départ de Ciudad Guatemala). Ainsi, le président Óscar Berger (qui officia de 2004 à 2008) est le descendant de colons belges.
Le biologiste et agronome français Jules Rossignon, professeur à l'Université de Paris a été directeur scientifique de l'expédition. Arrivé au Guatemala en 1843, il est resté dans le pays, devenant cultivateur et exportateur de café, mais a changé de lieu, estimant dans l'un de ses livres que la Compagnie belge de colonisation a commis trois erreurs importantes:
- elle "parlait dans ses prospectus de récolter à Santo-Tomas de Guatemala les produits les plus variés qui ne se trouvent que bien loin dans l'intérieur du pays, sur des plateaux élevés et dans des conditions atmosphériques toutes différentes"[5].
- "le but de la colonie", "ouvrir un chemin", "mettre le port en communication avec l'intérieur" a été "manqué" car "on a voulu faire travailler des Européens aux défrichements sous un ciel brûlant et sur un sol humide. Les maladies ont décimé ces hommes, qui ne peuvent supporter un climat aussi rigoureux"[5].
- elle a procédé à "des expéditions trop rapprochées des colons qui n'avaient pas le temps de s'installer, qu'on entassait les uns sur les autres dans.de mauvaises huttes"[5].

Historiquement, l'Empire colonial néerlandais, développé par Charles Quint, avait perdu de son lustre au moment où la Belgique prit son indépendance, et le jeune pays — dont les provinces n'avaient été intégrées aux Pays-Bas que quinze ans auparavant — ne pouvait prétendre au moindre droit sur les Compagnie néerlandaise des Indes orientales et occidentales[réf. nécessaire]. C'est donc sans la moindre expertise que la jeune Belgique s'aventure au Guatemala, attirée principalement par le potentiel forestier de l'un des derniers territoires disponibles, mais ces terres n'étaient pas inhabitées sans raison[réf. nécessaire]. L'échec sera cuisant, et si certaines leçons seront tirées dans l'épopée de la compagnie belgo-brésilienne de colonisation, la Belgique abandonnera peu à peu l'idée coloniale[réf. nécessaire], qui sera reprise à titre personnel par le roi Léopold II pour la colonisation du Congo.